# Castle Rock Entertainment
Castle Rock Entertainment è una casa di produzione statunitense, fondata nel 1987 da Rob Reiner, Andrew Scheinman, Glenn Padnick, Alan Horn e Martin Shafer.
Dopo essere stata acquistata nel 1993 da Turner Broadcasting, in seguito alla fusione di quest'ultima società con Time Warner diventa parte della Warner Bros., divisione di Warner Bros. Discovery.
Lo studio produsse tutte le pellicole di Reiner, a partire da Harry, ti presento Sally…, numerosi film con protagonista Billy Crystal (tra cui Scappo dalla città - La vita, l'amore e le vacche, Scappo dalla città 2, Mr. sabato sera e Forget Paris); tra gli altri film prodotti è presente Nel centro del mirino con Clint Eastwood e Miss Detective con Sandra Bullock.